# Panayiotis Demetriou
Panayiotis Demetriou este un om politic cipriot, membru al Parlamentului European în perioada 2004-2009 din partea Ciprului.
1. 1 2  „Panayiotis DEMETRIOU”, http://archive.fo/aYfoL Deputații în Parlamentul European Verificați valoarea |archive-url= (ajutor) (în engleză), Parlamentul European, arhivat din original la 26 iulie 2019, accesat în 26 iulie 2019
2. 1 2 3 4 5 6 7  Demetriou D. Panayiotis (în engleză), Camera Reprezentanților[*], arhivat din original la 8 iunie 2004, accesat în 8 iunie 2004
3. 1 2 3 4  50 χρόνια κυπριακού κοινοβουλίου (PDF) (în greacă), Camera Reprezentanților[*], p. 72, arhivat din original (PDF) la 4 iulie 2019, accesat în 4 iulie 2019
4. ↑  „Panayiotis DEMETRIOU”, http://archive.fo/FY78j Deputații în Parlamentul European Verificați valoarea |archive-url= (ajutor) (în engleză), Parlamentul European, arhivat din original la 26 iulie 2019, accesat în 26 iulie 2019
5. ↑  http://archive.fo/hHUmm Εκλογές 26ης Μαΐου 1996 Verificați valoarea |archive-url= (ajutor) (în greacă), Camera Reprezentanților[*], arhivat din original la 1 iulie 2019, accesat în 1 iulie 2019
6. ↑  http://archive.is/5Kk82 Εκλογές 5ης Ιουλίου 1970 Verificați valoarea |archive-url= (ajutor) (în greacă), Camera Reprezentanților[*], arhivat din original la 25 iulie 2019, accesat în 25 iulie 2019